# Pyrausta atropurpuralis
Pyrausta atropurpuralis là một loài bướm đêm trong họ Crambidae.